# Sebastiano Ceccarini

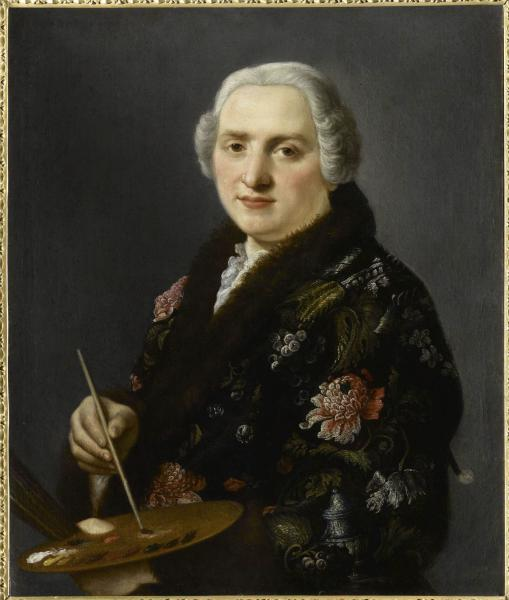
Sebastiano Ceccarini, Autoritratto

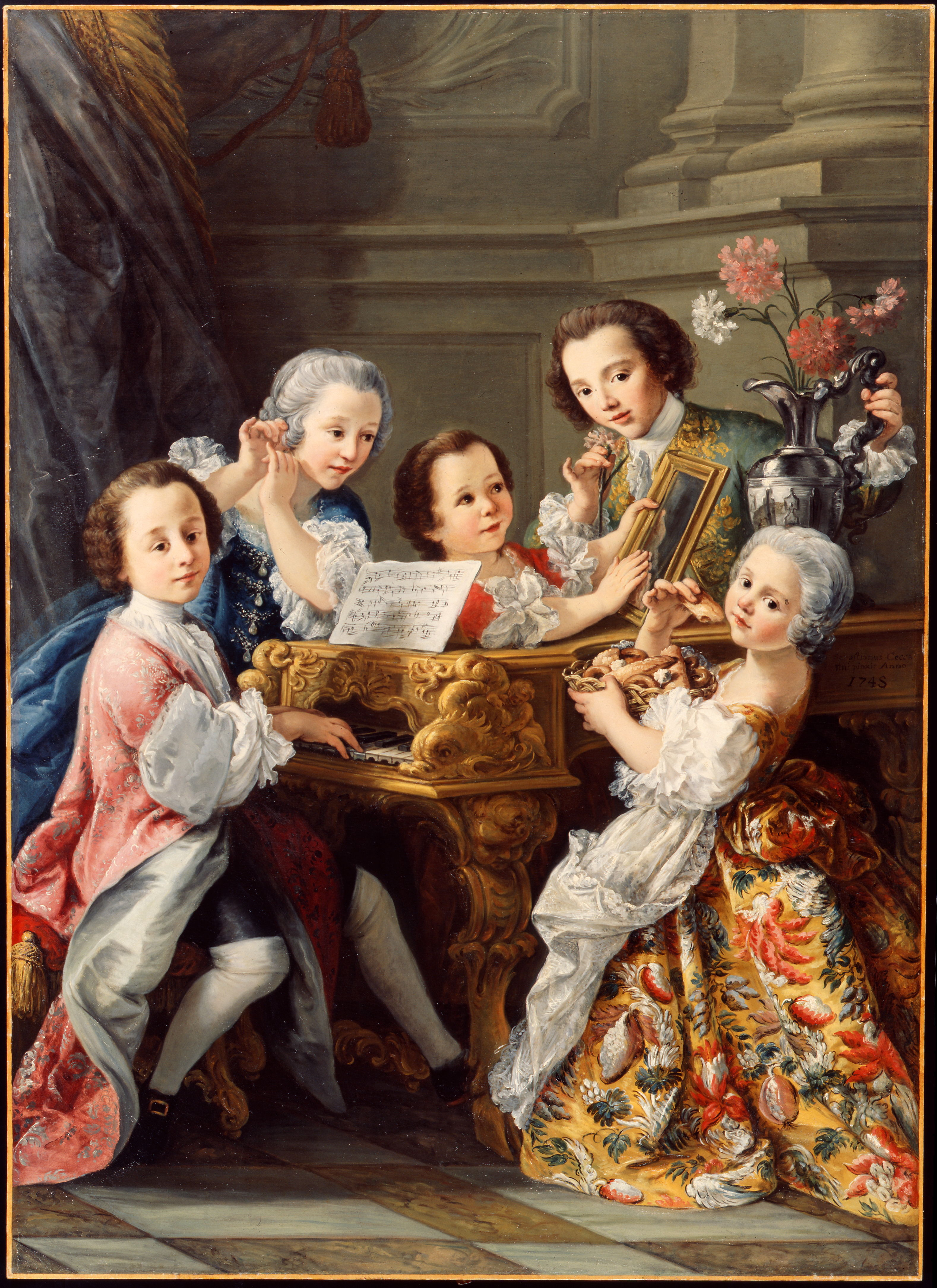
Sebastiano Ceccarini, Allegoria dei cinque sensi

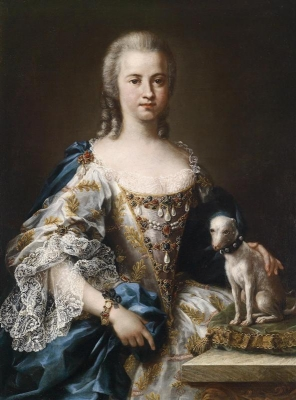
Sebastiano Ceccarini - Ritratto di nobildonna

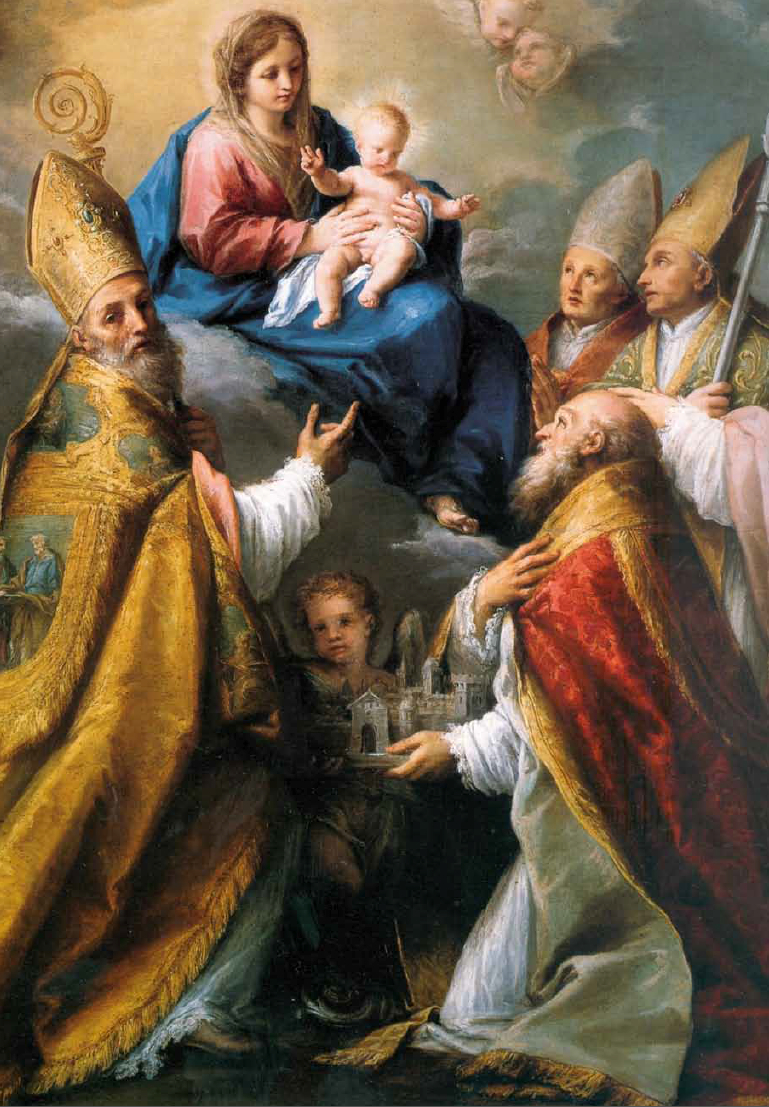
Sebastiano Ceccarini, Vergine e quattro santi protettori di Fano

Sebastiano Ceccarini (Fano, 17 maggio 1703 – Fano, 26 agosto 1783) è stato un pittore italiano.

## Biografia
Figlio di Carlo Antonio e di Maria Lavinia Fanelli, Sebastiano Ceccarini rimase orfano di padre e fu allevato dallo zio, don Giuseppe Fanelli, che era parroco. Da Fano, Ceccarini si trasferì a Roma, intorno al 1724, dove rimase per alcuni anni, a bottega da Francesco Mancini. Fece poi un lungo viaggio di istruzione, soggiornando a Pesaro, ad Urbino, a Perugia, a Bologna, a Venezia e a Firenze, e lì sposò Candida Marini, romana, il 14 ottobre 1738. A Venezia assorbì la luminosità e la grazia dei pittori veneziani. Si ispirò anche ad antichi Maestri, come Guido Reni, Carlo Maratti e il Domenichino. Anche i suoi figli Giuseppe e Nicola (1741-1812) sono stati pittori.

### Arte a Roma
A Roma, anche dopo la morte di papa Clemente IX, che era nato a Urbino, gli artisti di origine marchigiana erano favoriti dal cardinale nipote Annibale Albani che otteneva per loro commesse, per tele, per sculture e per affreschi, opere atte a decorare chiese e conventi romani e ad ornare la Fabbrica di San Pietro. Il "Sodalizio dei Piceni" era molto attivo, sotto la guida di Giuseppe Ghezzi prima, poi di suo figlio Pier Leone Ghezzi. Sebastiano Ceccarini si specializzò in ritratti, ma dipinse anche scene di genere, nature morte e soggetti religiosi. A Roma lavorò nella Basilica di Santa Maria Maggiore (San Leone davanti alla Vergine col Bambino, perduto) e nella Chiesa dei Santi Sergio e Bacco. Due suoi dipinti, per la cappella di San Michele, nella basilica di Santa Francesca Romana sono andati perduti, al pari di una tavola con San Nicolò da Rupe, dipinta nel 1740 per la cappella degli Svizzeri, poi soppressa, nel Palazzo del Quirinale.
Lorenzo Gramiccia nel 1749 affrescò con Sebastiano Ceccarini la chiesa del monastero di Tor de' Specchi, a Santa Maria Liberatrice. Nella Chiesa di Sant'Urbano a Campo Carleo, detta anche di Sant'Urbano ai Pantani, sull'altare maggiore c'è una tela di Ceccarini che raffigura Sant'Urbano, Santa Chiara, la Madonna e angeli. A Roma, alla Galleria nazionale d'arte antica è esposto il Miracolo di Santa Francesca Romana (ante 1763). 
Dal 1755 in poi la famiglia Ceccarini soggiornò, alternativamente, a Roma e a Fano, dove Sebastiano Ceccarini morì e fu sepolto, nella chiesa di San Paterniano, accanto alla moglie. Suo nipote e allievo era il pittore di Fano Carlo Magini.

### Opere di Ceccarini in altre città
Il Martirio di Santa Lucia di Sebastiano Ceccarini (1746 c.) è nella Chiesa Insigne Collegiata di Santa Lucia, a Savignano sul Rubicone; nel Santuario della Madonna del Carmine, a Catania, la Cappella del Carmine conserva una sua tela; la Maria Assunta (1750), nel presbiterio della Cattedrale di Santa Maria Assunta di Fano è opera sua, come la Sacra Famiglia con i SS. Gioacchino ed Anna, nella chiesa di Sant'Antonio, dipinto che egli realizzò su commissione del conte Giacomo Ferri.
Il Santuario della Madonna della Villa, a Saltara, ospita una tavola di Sebastiano Ceccariniː la Madonna del Rosario, del 1760. Ceccarini ha affrescato la Cappella del Crocifisso, nella Chiesa Nuova di Perugia, con questi soggetti: Sacrificio di Abramo, Sansone lotta col leone, Mosè con il serpente di bronzo, Caino e Abele e Angeli con i cinque simboli della Passione. Restaurò anche gli affreschi del Domenichino, nel duomo di Fano, che erano stati danneggiati da un incendio nel 1749.
A Catania nella Cappella della Madonna del Carmelo della basilica santuario della Madonna del Carmine è custodita la Madonna con il bambino che porge lo scapolare a San Simone Stock, olio su tela.

### Ritratti e autoritratti
Il ritratto del marchese Carlo Mosca Barzi si trova nei Musei Civici di Pesaro; alla Galleria Spada c'è il ritratto del cardinale Fabrizio Spada (1754); a Palazzo Colonna si conserva, in copia, il ritratto del cardinale Girolamo Colonna di Sciarra (Roma, 8 maggio 1708 – Roma, 18 gennaio 1763); il ritratto del cardinale Enrico Benedetto Stuart (Roma, 6 marzo 1725 – Roma, 13 luglio 1807), duca di York, dipinto nel 1750, oggi è ad Hartford, in Connecticut.
Al Museo Civico di Fano sono esposti il ritratto di Antonia Maria Anguissola Carrara e l'autoritratto di Ceccarini mentre dipinge la figlia Reginalda, monaca nel convento di Santa Teresa a Fano (1773). Un altro autoritratto si trova nel Museo Fesch, ad Ajaccio. A Venezia Ceccarini dipinse un ritratto dell'abate camaldolese Francesco Zaghis (Pinacoteca Manfrediniana, nel Seminario di Venezia). Nel 1748 dipinse Allegoria dei cinque sensi (Pesaro, Collezione privata), in cui rappresentò un gruppo di fanciulli, appartenenti a una nobile famiglia romana, non identificata con certezza. Il ritratto del cardinale Marco Antonio Marcolini è nella collezione romana "Lemme" e una copia, di mano del figlio Giuseppe, è nella Pinacoteca civica di Fano, dove si conservano anche i due dipinti a olio: Vergine con Bambino e santi protettori di Fano (1726) e Vergine con Bambino e San Rocco (1732), opere che presentano chiare derivazioni da Guido Reni e da Carlo Maratta. In collezioni private, a Fano, ci sono dipinti con frutta, fiori e animali. Quattro sue Nature morte, su tavola ottagonale, sono alla Pinacoteca civica di Fano.